# ممرات سلسلة جبال اللسان
ممرات سلسلة جبال اللسان، تعد مسارات جبل اللسان سلسلة من مسارات المشي لمسافات طويلة الواقعة ضمن نطاق جبل تونجو، وهي مجموعة تابعة داخل جبال آديرونداك في نيويورك. تتنوع المسارات، التي يبلغ طولها الإجمالي 25 ميلًا، من مسارات سهلة على طول سفح الجبال على شاطئ بحيرة جورج المجاورة، إلى صعود أكثر وعورة لقمم الجبال داخل النطاق.

## وصف الممر

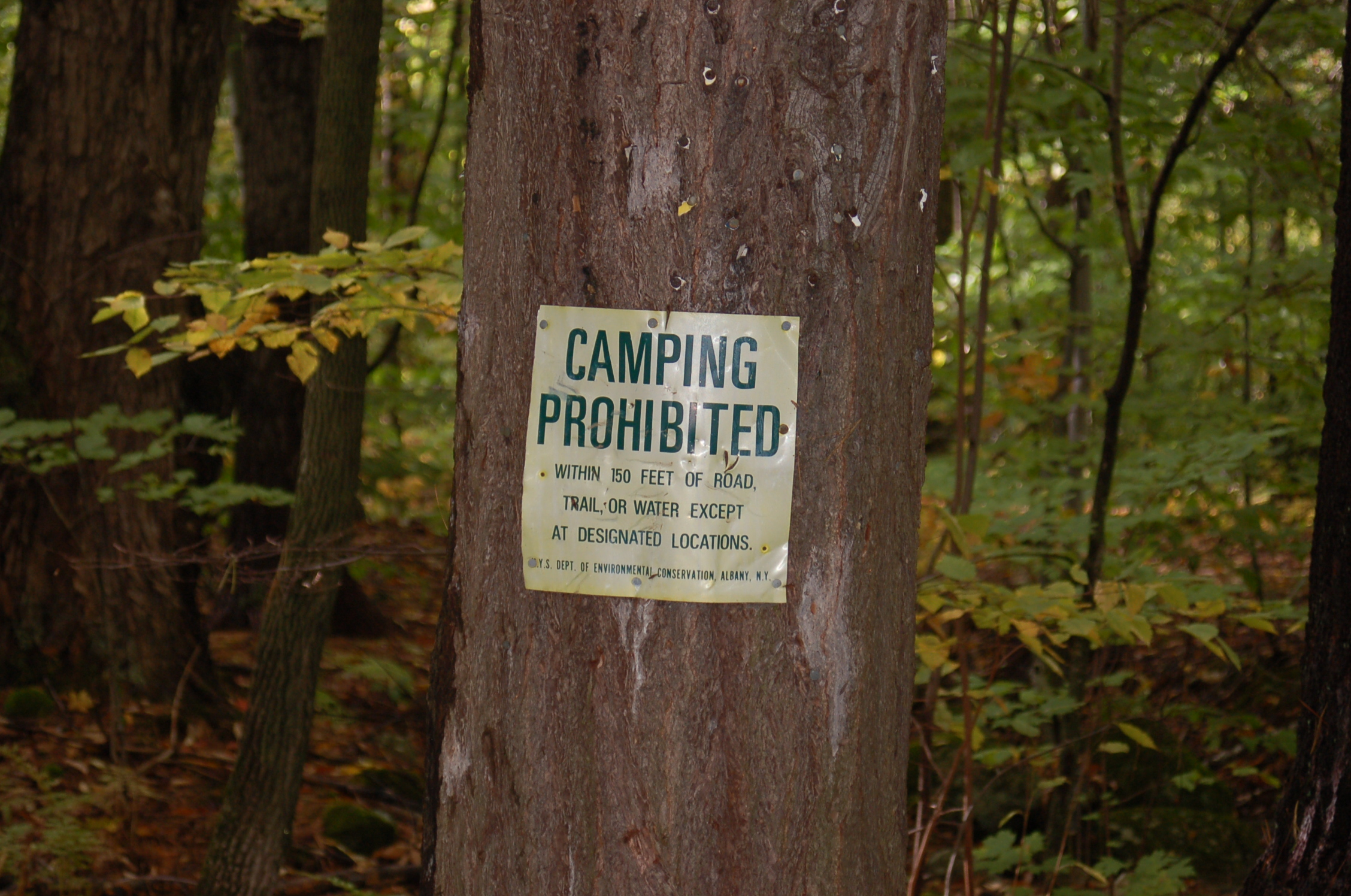
علامة التخييم على جبل فايف مايل

تتكون سلسلة جبال اللسان من ستة قمم على طول التلال،القمة الفرنسية، والقمة الخامسة، وجبل فايف مايل (أعلى نقطة في بلدة بولتون)،وجبل هاكلبيري، وجبل براون، حيث أن جبل فايف مايل، وجبل هاكلبيري وجبل براون جميعها تقع في نطاق مسار جبل فايف مايل، وتوجد أماكن مخصصة للتخييم طوال الليل في فيفث بيك وجبل براون، ويمر المسار عبر مناطق الصخور المكشوفة والأشجار، ويبلغ تغير الإرتفاع في الممر 1,258 قدم (383م)، وتمتد مسارات أخرى من كلاي ميدو لتتخذ في لها مساراً في النصف الجنوبي من النطاق، القمة الأولى، قمة الطرف الفرنسية والقمة الخامسة.
تغطي آفاق الممر  أديرونداكس وبحيرة تشامبلين و جبال فيرمونت الخضراء. ويُسمح بالتخييم واضرام النيران للتدفئة بطول مسارات نطاق جبل اللسان داخل المناطق التي حددتها إدارة الحفاظ على البيئة في نيويورك.حيث يتم فرض لوائح محددة ولا تشجع أي إرشادات لتتبع المسارات.وكذلك يُحظر التخييم واضرام النيران بغرض التدفئة فوق ارتفاع 4000 قدم (2191, مترًا).

## جيولوجيا
تتكون سلسلة جبال اللسان من صخرالسنيت  الحامل لقطع الكوارتز. ويمتد لمسافة 10 أميال (16 كم) جنوبًا في بحيرة جورج في الطرف الجنوبي لمجموعة جزر بحيرة ناروز. وكان جبل اللسان جزءًا يفصل بين نهرين قديمين يسبقان بحيرة جورج الحديثة.

## النظام البيئي
فالمنطقة  محمية للحياة البرية وتضم العديد من أنواع الأشجار والنباتات والحيوانات. قام الدكتور باتريك كوني من منظمة نيويورك النباتية بإدراج خمسة عشر نوعًا من الأشجار وستة عشر نوعًا من السرخس وأكثر من ستين نوعًا من الأعشاب على طول المسارات. فالنتوءات الصخرية المكشوفة على طول الوجوه الصخرية مغطاة بالطحالب والأشنات ، وتعتبر مواطن  طبيعية هشة. وتشتهر المنطقة أيضًا بتعداد ساكنيها من الأفاعي الخشبية ذات الجرس. فهذه ثعابين كبيرة يقترب بعضها من 5 أقدام (1.5 متر) في الطول. حيث يستمتعون بالمأوى في المناطق المشجرة ذات الغابات ولكنهم يستمتعون أيضًا بأشعة الشمس على الصخور المكشوفة. فالعديد من الطيور تسكن أو تزور المنطقة بما في ذلك الطيور المائية المختلفة وصقورالشاهين.
كانت جبال اللسان ذات يوم مصدرًا للأخشاب التجارية فخلال القرن التاسع عشر، سقط ما يقرب من نصف غابة النطاق تحت  فأس قاطعي الأشجار. و في أواخر عام 1860، تم نقل 10000 قطعة من الأخشاب اللينة سنويًا شمالًا إلى مناشر الخشب في تيكونديروجا. وقد تم نقل  الأخشاب الصلبة من النطاق لصناعة المشغولات الحديدية في بحيرة شامبلين.

## روابط خارجية
- خريطة توبو للمنطقة
- موقع الويب New York DEC
- موقع ويب نادي جبل آديرونداك
- Wadsworth، Bruce (2004). Day Hikes for all seasons - an Adirondack sampler (ط. 4th). Adirondack Mountain Club. ISBN:0-935272-83-6.0-935272-83-6
- McMartin، Barbara؛ Bennett Chuck؛ Robbins Edythe (2001). Discover the Eastern Adirondacks. Lake View Press NY. ص. 229 pages. ISBN:1-888374-09-8.1-888374-09-8